# سلام رانجان سينغ
سلام رانجان سينغ (4 ديسمبر 1995 بمانيبور في الهند - ) هو لاعب كرة قدم هندي في مركز الدفاع. شارك مع منتخب الهند تحت 23 سنة لكرة القدم. أما مع النوادي، فقد لعب مع نادي بنغالورو ونادي بونه.

## روابط خارجية
- سلام رانجان سينغ على موقع قاعدة بيانات كرة القدم.إي يو (الإنجليزية)
- سلام رانجان سينغ على موقع ناشيونال فوتبول تيمز (الإنجليزية)
- سلام رانجان سينغ على موقع Soccerway.com (الإنجليزية)